# Treben
Treben ist eine Gemeinde im thüringischen Landkreis Altenburger Land. Sie ist Sitz der Verwaltungsgemeinschaft Pleißenaue und liegt etwa acht Kilometer nördlich der Kreisstadt Altenburg.

## Geografie
Die Gemeinde erstreckt sich rechts- und linksseitig der Pleiße mit dem Zufluss Gerstenbach und liegt im Überflutungsgebiet, so waren die Folgen des Hochwassers 2002 verheerend, der Hauptort stand nahezu komplett unter Wasser. Erste Hochwasserschutzdämme wurden bereits 1839 aufgeschüttet, allerdings brachten diese nicht die nötigen Erfolge, so dass zwischen 1951 und 1953 die Talsperre Windischleuba angelegt werden musste. Sie dient heute nicht mehr dem Schutz vor Hochwasser, überdies verlandet sie zusehends. Seitdem der Nachbarort Thräna im Jahr 1952 in den sächsischen Kreis Borna wechselte, grenzt der Ort an Sachsen.

### Nachbargemeinden
Angrenzende Gemeinden sind (im Uhrzeigersinn) die Stadt Borna mit dem Ortsteil Thräna im sächsischen Landkreis Leipzig, Fockendorf, Windischleuba, Gerstenberg, Meuselwitz und Haselbach im Landkreis Altenburger Land sowie das durch das Hochwasserrückhaltebecken Regis-Serbitz von Treben getrennte Regis-Breitingen im Landkreis Leipzig.

### Gemeindegliederung
Ortsteile sind neben dem Hauptort Treben die ehemaligen Gemeinden Plottendorf, Primmelwitz, Serbitz, Lehma und Trebanz.

## Geschichte
Erstmals urkundlich erwähnt wird der Ort 1181 als sorbischer Ort. Das Rittergut wird erstmals im Jahre 1329 erwähnt, damals höchstwahrscheinlich eine Wasserburg. Das heutige Gebäude wurde 1543 errichtet und beherbergt heute sowohl Gemeinde- als auch Verbandsverwaltung. Trebens Kirche in unmittelbarer Nähe des Herrenhauses wurde bereits in der zweiten Hälfte des 15. Jahrhunderts erbaut und enthält eine Kreutzbach-Orgel aus dem Jahr 1862.
Treben gehörte zum wettinischen Amt Altenburg, welches ab dem 16. Jahrhundert aufgrund mehrerer Teilungen im Lauf seines Bestehens unter der Hoheit folgender Ernestinischer Herzogtümer stand: Herzogtum Sachsen (1554 bis 1572), Herzogtum Sachsen-Weimar (1572 bis 1603), Herzogtum Sachsen-Altenburg (1603 bis 1672), Herzogtum Sachsen-Gotha-Altenburg (1672 bis 1826). Bei der Neuordnung der Ernestinischen Herzogtümer im Jahr 1826 kam der Ort wiederum zum Herzogtum Sachsen-Altenburg. Nach der Verwaltungsreform im Herzogtum gehörte er bezüglich der Verwaltung zum Ostkreis (bis 1900) bzw. zum Landratsamt Altenburg (ab 1900). Treben gehörte ab 1918 zum Freistaat Sachsen-Altenburg, der 1920 im Land Thüringen aufging. 1922 kam der Ort zum Landkreis Altenburg.
Aufgrund des Braunkohlebergbaus im Süden Leipzigs entstand 1854 in Plottendorf eine Tonwarenfabrik, 1821 begann der Abbau eines 10 Meter mächtigen Braunkohleflözes in Serbitz. Es existieren in der Gemeinde vier Gedenkstellen, die an die Gefallenen des Ersten Weltkrieges in Treben, Serbitz, Plottendorf und Lehma erinnern.
Im Ortsteil Plottendorf wurden 1942 in einem Lager 33 Zwangsarbeiter untergebracht, die im Schwelwerk Regis arbeiten mussten.
Bei der zweiten Kreisreform in der DDR wurden 1952 die bestehenden Länder aufgelöst und die Landkreise neu zugeschnitten. Somit kam Treben mit dem verkleinerten Kreis Altenburg an den Bezirk Leipzig. Der Trebener Nachbarort Thräna wurde durch die Reform von diesem getrennt und dem Kreis Borna zugeteilt, wodurch seine historische Verbindung zum Altenburger Land und zu Thüringen endete. Kirchlich blieb Thräna jedoch mit der Evangelisch-Lutherischen Kirche in Thüringen und seiner Pfarrkirche in Treben verbunden. Heute gehört Treben zum Evangelisch-Lutherischen Kirchspiel Altenburg-Rasephas – Altenburg-Zschernitzsch – Treben der Evangelischen Kirche in Mitteldeutschland.
Mit der Neugründung des Freistaats Thüringen gehört Treben seit 1990 wieder zu diesem. Lag der Ort seit 1990 im Landkreis Altenburg, kam er mit der Kreisreform im Jahr 1994 zum Landkreis Altenburger Land.

### Eingemeindungen
Plottendorf und Primmelwitz kamen am 1. Juli 1950 zur Gemeinde. Serbitz wurde am 1. Mai 1965 eingemeindet. Lehma und Trebanz, die aus der Stadt Meuselwitz ausgegliedert wurden, kamen am 30. Dezember 2008 hinzu.

### Einwohnerentwicklung

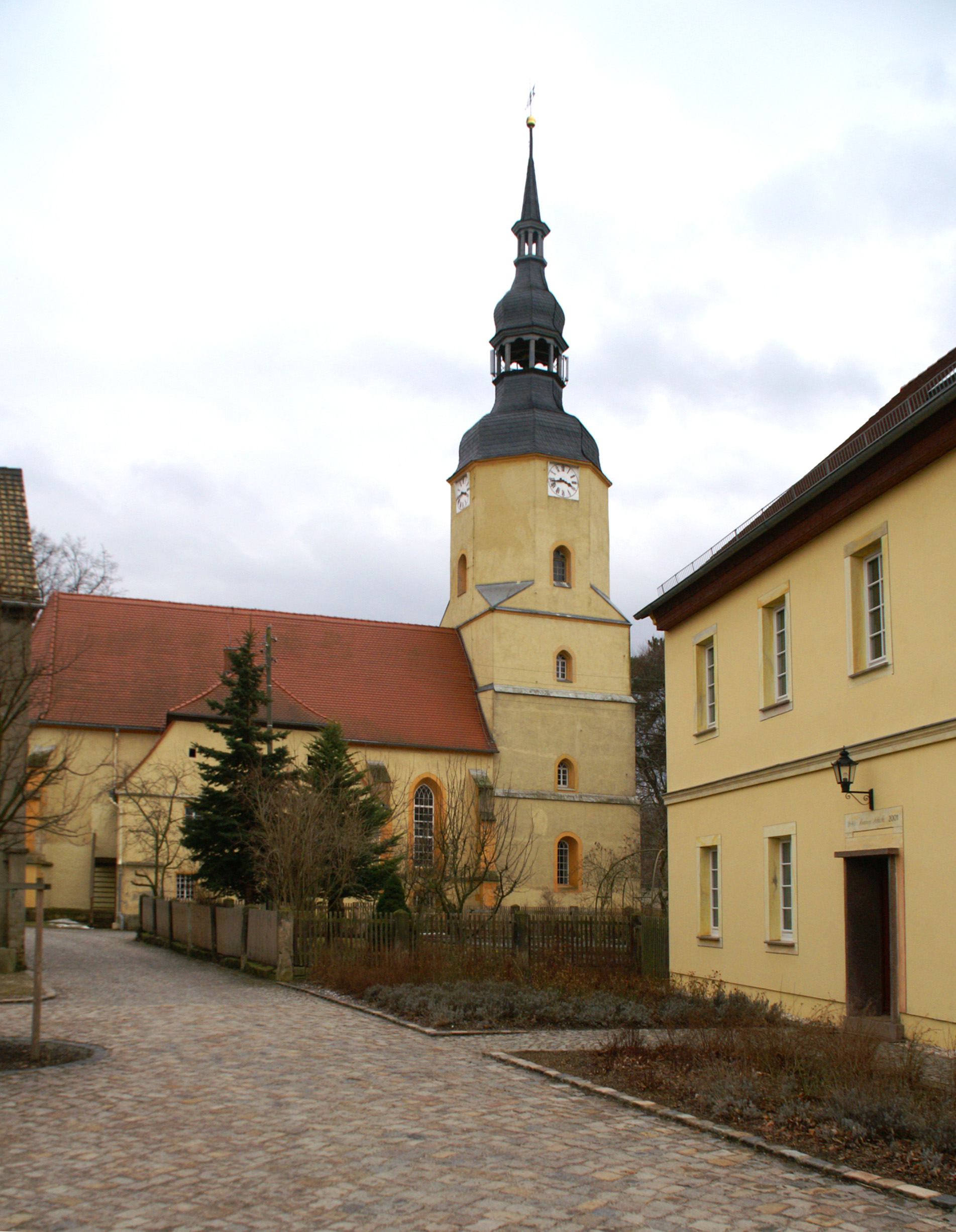
Kirche Treben

Entwicklung der Einwohnerzahl (31. Dezember):
| - 1933 – 0879 - 1939 – 0891 - 1994 – 1.115 - 1995 – 1.134 - 1996 – 1.107 - 1997 – 1.106 - 1998 – 1.079 | - 1999 – 1.060 - 2000 – 1.047 - 2001 – 1.040 - 2002 – 0989 - 2003 – 0991 - 2004 – 0986 - 2005 – 0965 | - 2006 – 0944 - 2007 – 0915 - 2008 – 1.3001 - 2009 – 1.293 - 2010 – 1.292 - 2011 – 1.268 - 2012 – 1.254 | - 2013 – 1.255 - 2014 – 1.219 - 2015 – 1.231 - 2016 – 1.198 - 2017 – 1.201 - 2018 – 1.197 - 2019 – 1.175 | - 2020 – 1.154 - 2021 – 1.161 - 2022 – 1.178 - 2023 – 1.174 |

Datenquelle: Thüringer Landesamt für Statistik
1 nach Eingliederung von Lehma und Trebanz

## Politik

### Gemeinderat
Dem Gemeinderats Trebens gehören 12 ehrenamtlich tätige Bürgerinnen und Bürger an. Die Kommunalwahl vom 26. Mai 2024 führte zu folgendem Ergebnis:
| Partei / Liste                       | Stimmenanteil | Sitze |
| Christlich Demokratische Union (CDU) | 76,0 %        | 9     |
| Gemeinsam für Treben/ Lehma          | 24,0 %        | 3     |

Die Wahlbeteiligung lag bei 61,6 %.

### Bürgermeister
Seit 1994 ist der CDU-Politiker Klaus Hermann Bürgermeister der Gemeinde. Er wurde zuletzt am 12. Juni 2022 mit einer Mehrheit von 93,8 % ohne Gegenkandidaten und einer Wahlbeteiligung von 36,9 % (− 0,5 %p) im Amt bestätigt.

## Kultur und Sehenswürdigkeiten
- siehe auch: Liste der Kulturdenkmale in Treben

### Rittergut Treben

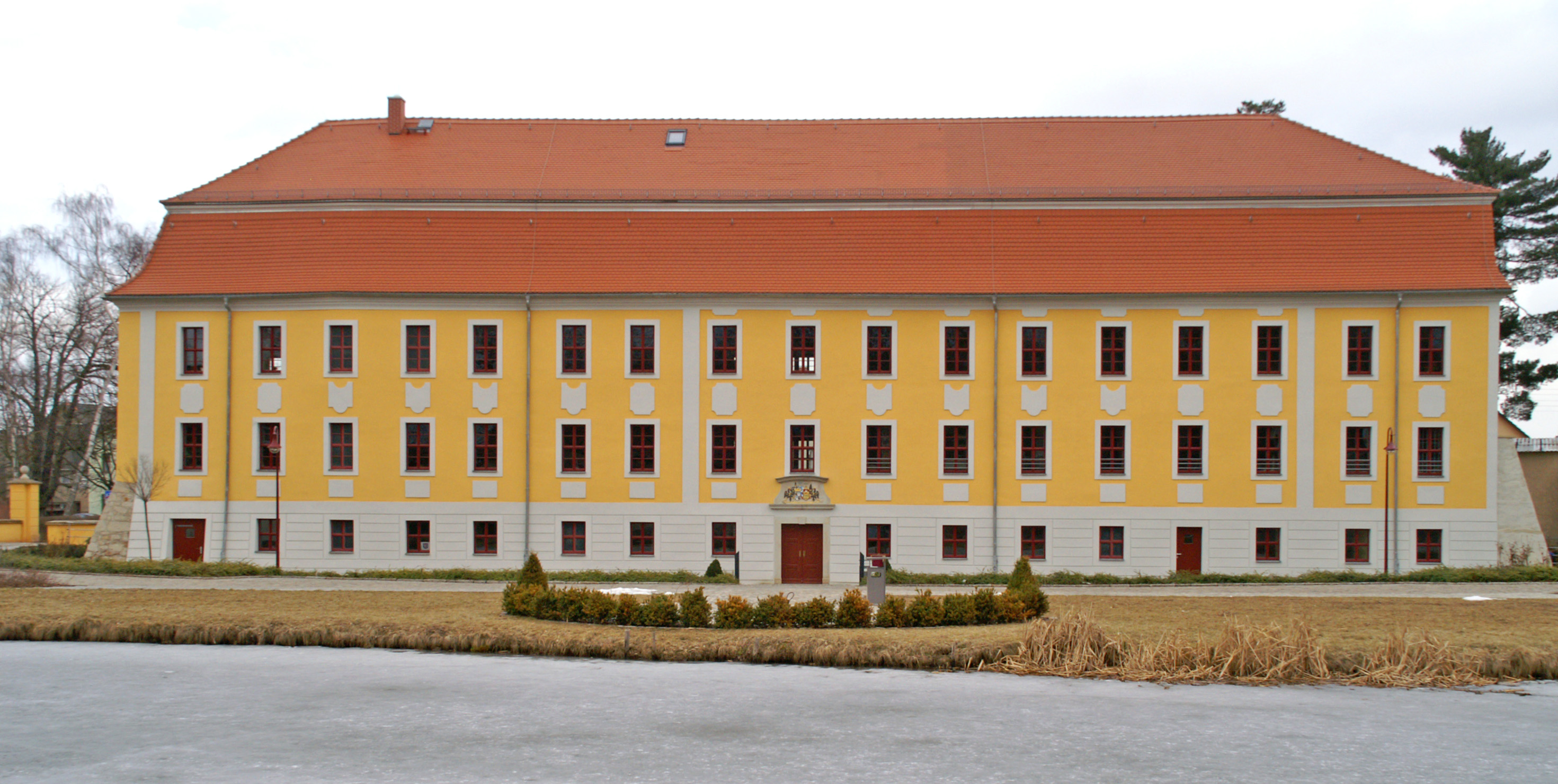
Rittergut Treben – Sitz der Verwaltungsgemeinschaft Pleißenaue

Im denkmalgeschützten Ensemble des ehemaligen Ritterguts Treben, zu dem neben dem Herrenhaus zwei weitere Gebäude gehören, finden regelmäßig kulturelle Veranstaltungen statt, wie z. B. Konzerte, Kabarett, Buchlesungen, Vorträge und Ausstellungen. Es ist zugleich Sitz der Verwaltungsgemeinschaft Pleißenaue. Der nördliche Teil des Herrenhauses war ursprünglich eine Burganlage der Burggrafen von Altenburg. Für die Restaurierung und Nutzung des Herrenhauses erhielt die Gemeinde Treben 2006 den Thüringer Denkmalschutzpreis in der Kategorie „Anerkennungen“. An Veranstaltungstagen und auf Anfrage kann das Rittergut besichtigt werden.
Besitzer:
- Familie von Bünau
- geadelter Minister Freiherr Jakob Friedrich von Bielfeld (fälschlich von Bielefeld genannt) 1750/51 bis 1779
- Karl Sigismund Aemilius von Uechtritz, Herr zu Pomßen, ab 1779

Das Gut soll 1543 errichtet worden sein. 1750/51 erfolgte der barocke Bau im Auftrag des geadelten Freiherrn Jakob Friedrich von Bielfeld. 2001 bis 2004 erfolgte eine Sanierung und 2006 die Gründung eines Fördervereins.
Über dem ortsseitigen Zentralportal befindet sich eine Kartusche mit den Initialen "FFvB" des Bauherrn Freiherr Friedrich von Bielfeld sowie im Türgewände die Jahreszahl 1750.
Über dem hofseitigen Zentralportal befindet sich eine Wappenkartusche. Das Wappenfeld wurde ebenfalls restauriert und zwar farbig.
Vor der dem Ort zugewandten Front verläuft ein schmaler Wassergraben direkt an der Hauswand entlang. Es ist der Mühlgraben der benachbarten Wassermühle. Daher erfolgt der Zugang zum Portal über eine kleine Brücke.

## Wirtschaft und Infrastruktur

### Verkehr
Treben ist über den Haltepunkt Treben-Lehma an der Bahnstrecke Leipzig–Hof an das Streckennetz der S-Bahn Mitteldeutschland angeschlossen. Die Züge der Linie S5 verkehren im Stundentakt zwischen Zwickau, Altenburg, Leipzig und Halle (Saale). Durch Treben und Serbitz führt die Bundesstraße 93.

### Wasserver- und Abwasserentsorgung
Die Aufgaben der Wasserver- und Abwasserentsorgung hat die Gemeinde dem Zweckverband Wasserver- und Abwasserentsorgung Altenburger Land übertragen.

## Bildung
Treben ist Sitz einer Staatlichen Regelschule (Mittelschule).

## Persönlichkeiten
- Johann Thüring (vor 1617–1637), Kirchenkomponist[14]
- Friedrich Ferdinand Hempel (1778–1836), Jurist und Schriftsteller
- William Löbe (1815–1891), landwirtschaftlicher Schriftsteller
- Paul Ranft (1854–1938), Architekt
- Frank Beyer (1932–2006), Filmregisseur